# Kasárna Majevica
Kasárna Majevica (srbsky Касарна Мајевица) jsou kasárna srbské armády ve městě Novi Sad v autonomní oblasti Vojvodina na severu Srbska. Umístěna jsou v místní části Jugovićevo v severozápadní části města, na třídě s názvem Bulevar Evrope, u jejího křížení s ulicí Avijatičarska. Areál kasáren k třídě přiléhá a táhne se přibližně v severojižním směru. Pojmenována byla nejspíše v období existence SFRJ podle stejnojmenného pohoří v Bosně a Hercegovině.
Objekt byl vybudován během první světové války a sloužil pro potřeby vojenského letiště ležícího daleko za Novým Sadem. Po roce 1918 objekt využívalo vojsko Království Srbů, Chorvatů a Slovinců. Ještě během maďarské okupace Bačky za druhé světové války se zde dle historických map letiště nacházelo.[zdroj?]
Kasárna byla v roce 1999 jedním z cílů bombardování letectvem NATO (operace Spojenecká síla). Zasažena vzdušnými údery byla hned několikrát, např. dne 11. dubna 1999.